# Kornis Anna erdélyi fejedelemasszony
Homoródszentpáli Kornis Anna (? –  Temesvár, 1603 júliusa után) Kornis Farkas udvarhelyszéki főkirálybíró leánya, házassága révén 1603. április 15. és július 17. között Erdély fejedelemasszonya.

## Élete
Unitárius nemesi családból származott. Anyja Bethlen Krisztina volt. 1585 körül kötött házasságot Székely Mózessel, aki ekkor már özvegyember volt. Férje, részt vállalva az erdélyi politikai életben, Báthory Zsigmond fejedelem híve volt, majd ennek lemondása után, 1601-ben szembefordult az Erdélyt megszálló Mihály vajda és Basta tábornagy uralmával, a goroszlói csatát követően pedig maga állt a Habsburg-ellenes párt élére. 1603 tavaszán fölvette a fejedelmi címet, a székelyek azonban ellene fordultak, és július 17-én a Brassó melletti csatában maga Székely Mózes is elesett. Feleségét és gyermekeit még korábban Temesvárra menekítette Basta csapatai elől: Mózes nevű fia már ott született 1603-ban, apja halála után. Kornis Anna nem sokkal élte túl férjét, még ugyanebben az évben pestisben meghalt. Testvérei közül Miklós, Mihály és Gergely, akik Székely Mózes hívei voltak, ugyancsak a brassói ütközetben lelték halálukat. Temesváron született fia Bocskai István fejedelemsége idején került vissza Erdélybe, ahol eleinte nagyanyja, Bethlen Krisztina neveltette, később pedig Bethlen Gábor vette pártfogásába.